# Alfa Romeo Giulietta Spider
L'Alfa Romeo Giulietta Spider è una autovettura costruita dalla casa automobilistica italiana Alfa Romeo dal 1955 al 1962.

## Il contesto

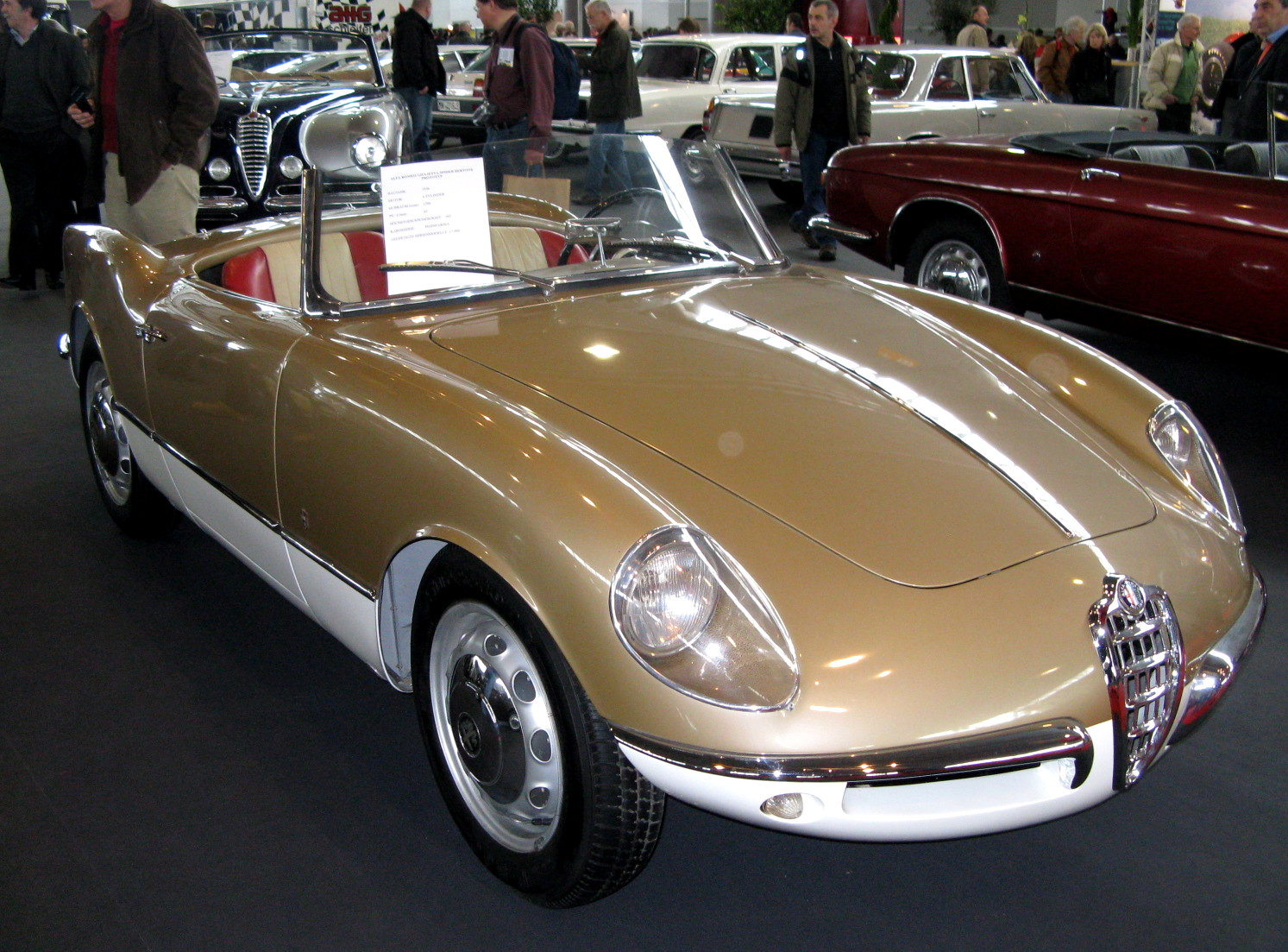
Uno dei due prototipi "Giulietta Spider" di Bertone

L'importatore Alfa Romeo degli Stati Uniti, "Max Hoffman" di New York, chiese ai vertici dell'Alfa Romeo di produrre una versione "spider" della Alfa Romeo Giulietta Sprint e si impegnò immediatamente ad acquistarne 2500 esemplari da proporre sul mercato nordamericano, da sempre molto ricettivo per le versioni "aperte" delle vetture sportive.
Nel 1954 Rudolf Hruska contattò le carrozzerie torinesi Bertone e Pininfarina, affidando loro due autotelai ciascuna, allo scopo di eseguire le loro proposte per la futura "Giulietta Spider". Nuccio Bertone presentò due prototipi, diversi in alcuni piccoli particolari, realizzati su disegno di Franco Scaglione, mentre la proposta di Pininfarina era stata affidata alla matita di Franco Martinengo.
La proposta di Bertone, di aspetto marcatamente sportivo, era stata realizzata mantenendo la vistosa sagoma del concept "2000 Sportiva", con muso assai profilato, fari carenati e caratterizzata da pinne posteriori. La proposta di Pininfarina, invece, risultava ispirata alla Lancia Aurelia B24, con un'impostazione stilistica più sobria e legata alla tradizione italiana per le vetture cabriolet. Su quest'ultima cadde la scelta per avviare la produzione della nuova spider.

## La vettura

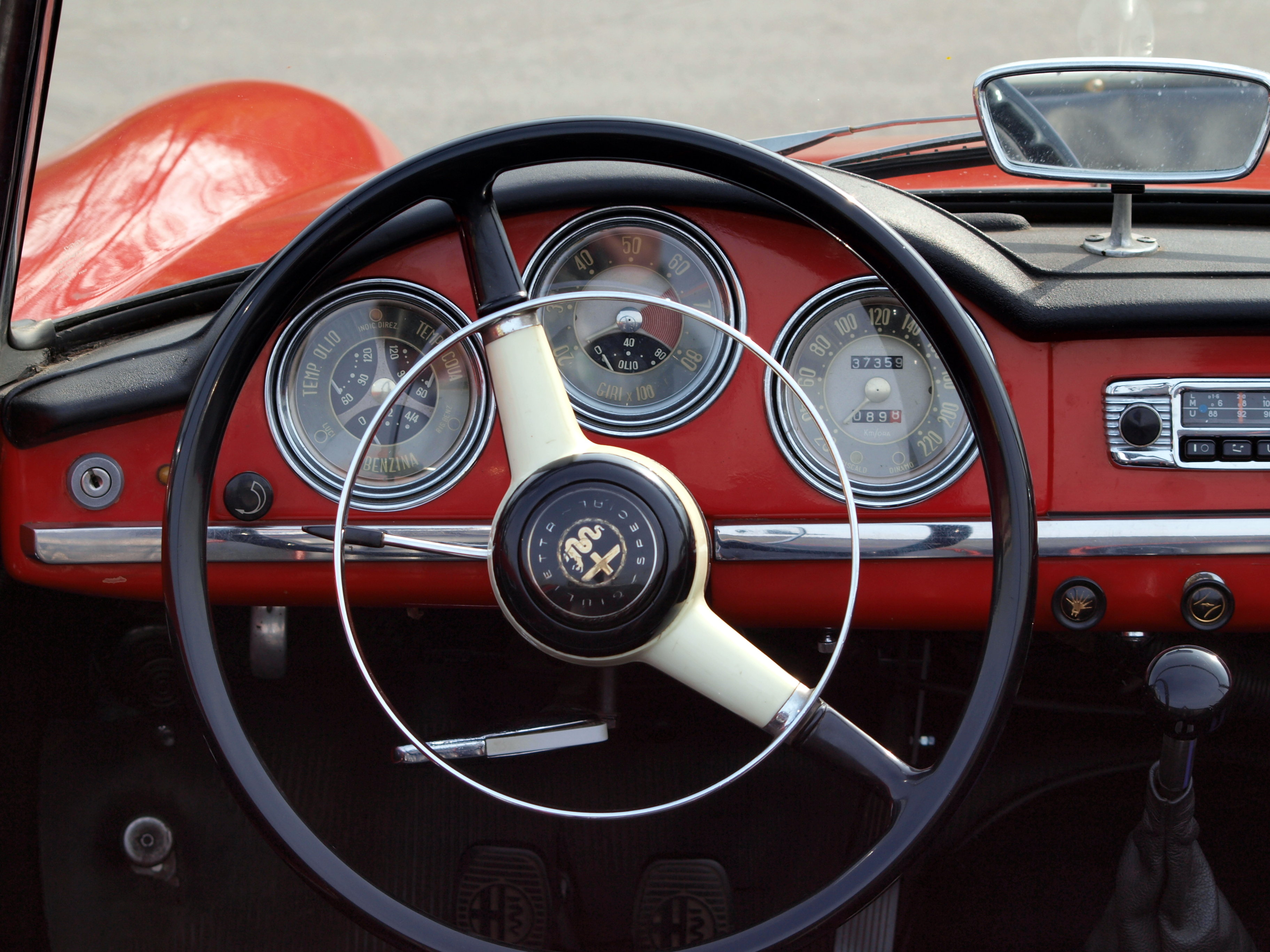
Posto guida di una Giulietta Spider Veloce del 1961

Dotata di finiture più accurate rispetto alla versione "Sprint", la "Giulietta Spider" fu anch'essa un modello di grande successo. I primi prototipi furono allestiti con un parabrezza panoramico stile America e vetri laterali scorrevoli che si agganciavano alla capote; successivamente per le versioni di serie venne adottato un parabrezza più piatto più convenzionale e i finestrini laterali discendenti in cristallo.
La "Giulietta Spider" monta un motore a quattro cilindri in linea longitudinale da 1.290 cm³ di cilindrata erogante 65 CV di potenza (80 CV dal 1958), che permette alla vettura di raggiungere la velocità massima di 155 km/h (165 dal 1958).
Il basamento è in lega leggera con canne dei cilindri riportate in ghisa. La testata era in lega leggera, con candela al centro della camera di scoppio. L'alimentazione comprende un carburatore doppio corpo Solex semi-invertito, distribuzione con due valvole per cilindro, disposte a V, comandate da due alberi a camme in testa con azionamento a catena. La trazione è posteriore. I freni sono a tamburo sulle quattro ruote. Le sospensioni anteriori sono a ruote indipendenti, con quadrilateri deformabili, molle elicoidali, ammortizzatori idraulici telescopici e barra antirollio; quelle posteriori sono a ponte rigido, guidato da bracci longitudinali e triangolo di reazione, sempre con molle elicoidali e ammortizzatori idraulici telescopici.
La versione Veloce ha due carburatori Weber 40 DCOE 3 a doppio corpo e un rapporto di compressione aumentato da 8,5:1 a 9,1:1; ciò permetteva alla vettura di raggiungere i 180 km/h, rispetto ai 165 km/h della versione normale. 
La vettura "normale" raggiungeva i 100 km/h in 15,7 secondi (14,8 dal 1959) e copriva il chilometro da fermo in 37,2 secondi (35,8 dal 1959) mentre la "Veloce" impiegava, rispettivamente, 11 e 33 secondi. Tali prestazioni, superiori a quelle della concorrenza, ponevano le Giulietta Spider e Spider Veloce al vertice della categoria delle spider.

## L'evoluzione

La Giulietta Spider pre-serie esposta al salone di Parigi del 1955

Nel 1955, i primi prototipi della Giulietta Spider avevano parabrezza avvolgente, finestrini che scorrevano orizzontalmente, tasche laterali sulle portiere realizzate sfruttando l'intercapedine delle lamiere, plancia in metallo e la strumentazione interamente compresa in tre strumenti circolari. Il volante era a tre razze. Un modello è conservato al Museo Storico dell’Alfa Romeo. 
Tutti i primi esemplari erano dotati di cambio al volante e, quelli di pre-serie (circa 4/5 esemplari) anche di rostri ogivali e qualche altra piccola differenza rispetto a quelli di successiva normale produzione.

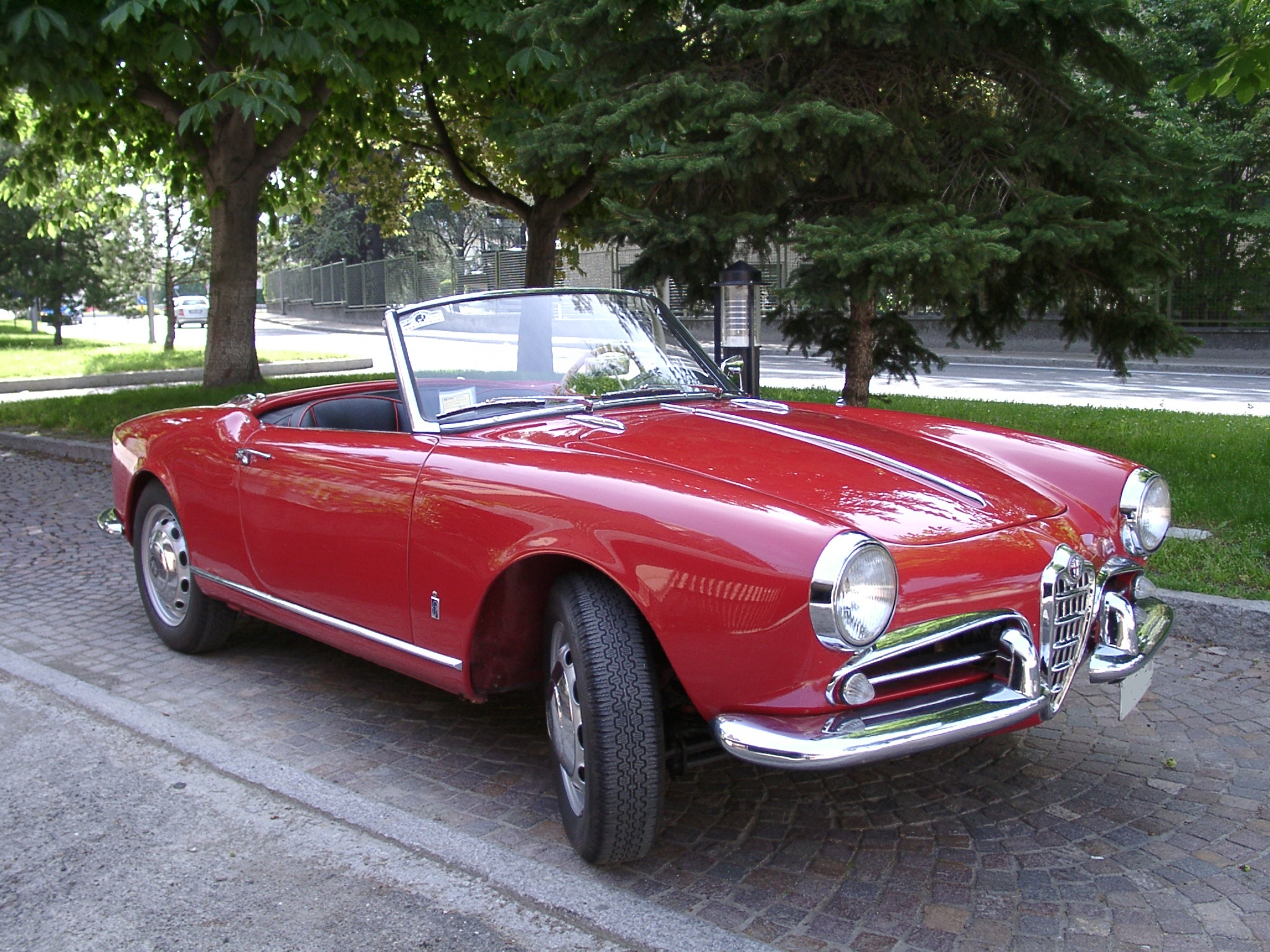
Alfa Romeo Giulietta Spider Veloce 1ª serie del 1958

 Nel 1956, la prima serie delle Alfa Romeo Giulietta Spider (serie "750 D" in versione "normale" e "750 F" nella versione "Veloce"), aveva molti particolari differenti rispetto ai prototipi ed ai modelli pre-serie: parabrezza modificato, ghiere dei fanali più strette, vetri discendenti ma senza deflettori, portiere con un rivestimento interno (con viti a vista), plancia sempre in lamiera con la parte superiore di colore nero, portaoggetti senza sportello, volante a due razze con ghiera del clacson e pulsante lampeggio fari con la scritta Giulietta Special. Nel 1957 a partire dal telaio 1495*02208 le porte vennero dotate di deflettore fisso. Saltuariamente, però, fino al 1959, furono montate ancora porte con solo il cristallo discendente.
Nel 1959, la seconda serie delle Alfa Romeo Giulietta Spider ("serie 101.03") ricevette un pianale allungato di 50 mm, catarifrangenti di forma rotonda fissati sotto i fari posteriori,  indicatori di direzione laterali, sedile passeggero regolabile come quello del conducente (questa modifica fu però introdotta già nella prima serie, durante il secondo semestre del 1958) e vano porta oggetti con sportello. Sin dall'inizio della produzione e fino ad almeno la metà del 1960, l'allestimento prevedeva sedili lisci e guarnizioni con colore a contrasto. Già dal 1958 venne montato il collettore di scarico sdoppiato, con un aumento della potenza da 65 a 80 cavalli a 6.300 giri/min.
I fendinebbia e/o fari di profondità Lucas divennero un diffuso optional; montati al posto dei rostri dei paraurti anteriori donavano alla vettura un aspetto più aggressivo.
Nel 1961, la terza serie ("serie 101") aveva fanaleria posteriore maggiorata, plancia imbottita, specchietto retrovisore con scatto antiabbagliante, portacenere sul pianale, vicino al cambio e accendisigari sul cruscotto.
Nel 1962 la "Giulietta Spider" venne dotata del motore da 1.570 cm³, realizzato per la nuova berlina "Giulia", assumendo la denominazione "Giulia Spider". Le due versioni sono pressoché identiche per meccanica e carrozzeria, eccetto la finta presa d'aria sul cofano motore, resasi necessaria per l'ingombro verticale del nuovo propulsore.

## Riepilogo produzione

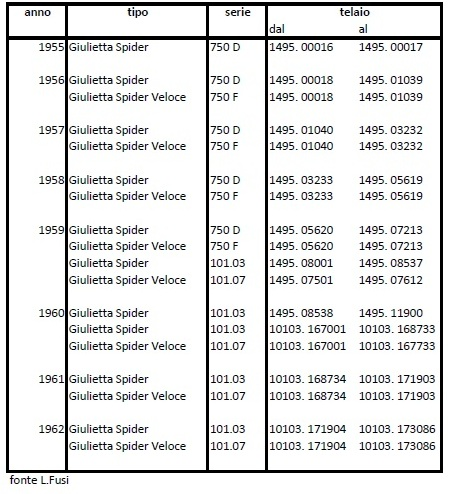
Dati di Produzione e Serie

- Dal 1955 al 1962 furono costruite 14.300 Giulietta Spider e 2.796 Giulietta Spider Veloce.
- Nel 1955 vennero prodotte quattro vetture, di cui due prototipi, più il prototipo conservato ad Arese.[3]
- Nel 1956 vennero realizzati 1007 esemplari di "750 D" "normale" e 18 esemplari di "750 F" "Veloce".
- Nel 1957 la produzione passò a 2048 esemplari "750 D" e 32 esemplari di "750 F".
- Nel 1958 sono 1522 vetture "750 D" e 835 "750 F".
- Nel 1959 vennero prodotte complessivamente 1773 le "Giulietta Spider" sia nelle serie "750 D" sia nella nuova versione "101.03" e 368 "Giulietta Spider Veloce" sia nella serie "750 F" sia nella nuova versione "101.07".
- Il 1960 è l'anno di maggior produzione con 5096 vetture prodotte, suddivise in 3893 "Giulietta Spider 101.03" e 1203 "Giulietta Spider Veloce 101.07".
- Nel 1961 2744 "Giulietta Spider" e 270 "Veloce".

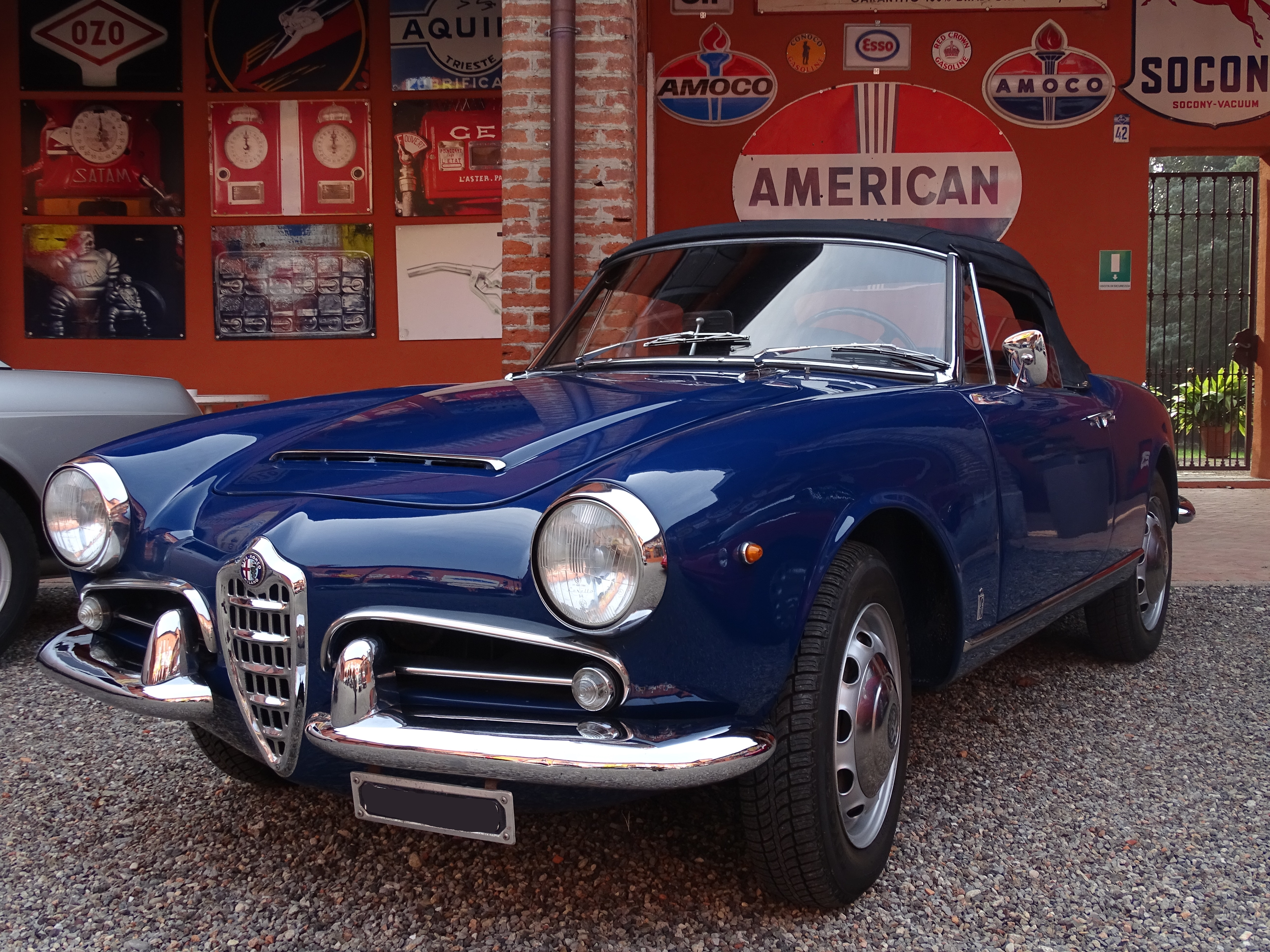
Un'Alfa Romeo Giulia Spider, che dal 1962 sostituì la Giulietta; esteticamente molto simile alla progenitrice, si riconosce per la finta presa d'aria sul cofano.

- Nel 1962, ultimo anno di produzione del modello, sono 1182 le "Giulietta Spider" e 70 le "Veloce". In quest'anno infatti la Giulietta Spider fu inizialmente affiancata e successivamente sostituita dalla "sorella" maggiore con motore 1.600 e denominata Alfa Romeo Giulia Spider.